# 碳泄漏
碳泄漏（英語：carbon leakage）是指国家采用较严格的气候政策而减少排放量，导致另一个国家的温室气体排放量增加的情况。
可能发生碳泄漏的原因有很多：
- 如果一个国家的排放政策增加了当地成本，那么另一个政策较宽松的国家可能会具有贸易优势。在对生产的商品的需求保持不变的情况下，生产可能会转移到价格较低、标准较低的国家（境外生產（英语：Offshoring）），最终全球排放量并未减少。
- 如果一个国家的环境政策加收某些燃料或商品的附加费，则其需求可能会下降，进而使价格下降。不对这些商品征收附加费的国家就可能会从相同的卖家那里购买多出的供给，从而无法产生任何环境效益。

目前人们对长期的泄漏效应的大小尚无共识，但这对气候变化问题有着重要的影响。
碳泄漏是外溢效应的一种。外溢效应可能是正面的，也可能是负面的；例如，减排政策可能会导致技术发展，从而有助于政策领域之外的减排。
碳泄漏值定义为采取国内减排政策的国家以外的二氧化碳排放增量国内排放量的减量，以百分比表示，可以大于或小于100％。
碳泄漏可能因贸易模式的变化而发生，有时可以用贸易中所含排放量平衡（balance of emissions embodied in trade，BEET）来衡量。

## 延伸阅读
- Markandya, A.;  et al. . Print version: Cambridge University Press, Cambridge, U.K., and New York, N.Y., U.S.A.. This version: GRID-Arendal website. 2001  [2010-05-12]. （原始内容存档于2009-08-05）.
- Reinaud, J. . International Energy Agency (IEA), Head of Communication and Information Office, 9 rue de la Fédération, 75739 Paris Cedex 15, France: 122. October 2008  [2010-05-12]. （原始内容存档于2010-06-15）.
- Reinaud, J. . International Energy Agency (IEA), Head of Communication and Information Office, 9 rue de la Fédération, 75739 Paris Cedex 15, France: 45. October 2008  [2010-05-12]. （原始内容存档于2010-06-15）.